# اچ‌ام‌اس اودسیتی (دی۱۰)
اچ‌ام‌اس اودسیتی (دی۱۰) (به انگلیسی: HMS Audacity (D10)) یک ناو هواپیمابر بود که طول آن ۴۴۱ فوت ۹ اینچ (۱۳۴٫۶۵ متر) بود. این ناو هواپیمابر در سال ۱۹۳۹ ساخته شد.